# رضا رضایی (سیاستمدار)
رضا رضایی (فارسی: رضا رضایی؛ زادهٔ ۲۴ دسامبر ۱۹۶۰) سیاست‌مدار ایرانی‌تبار اهل نروژ بود. او از اعضای حزب مارکسیست چپ قرمز در این کشور بود.